# Робота рулить! Уроки Google: правила гри у команді мрії
Робота рулить! Уроки Google: правила гри у команді мрії (англ. Work Rules!: Insights from Inside Google That Will Transform How You Live and Lead by Laszlo Bock) - книжка Ласло Бока, віце-президента Google по персоналу.  Бестселер New York Times та Wall Street Journal, топ-книга з лідерства та менеджменту за версією The Globe та Mail, найкраща книга з креативного лідерства за версією Forbes. 

## Огляд книги
«Ми проводимо більше часу працюючи, ніж роблячи щось інше. Це неправильно, що робота стає настільки деструктивною та дегуманізуючою», - Ласло Бок, віце-президент з кадрових питань компанії Google, яка неодноразово була названа найкращим роботодавцем в світі. 
Це гасло та новаторський погляд автора на робочий процес виступає центральною темою книги. 
Спираючись на принципи поведінкової економіки та психологію людини, автор наводить наглядні приклади з різних галузей та індустрій. Бок також пояснює чому Google стабільно оцінюється як найкраще місце для роботи, висвітлюючи їхні принципи та підходи, які досить легко втілити.  Як досягти рівноваги між креативністю та структурованістю, яка б привела до зростання частки компанії на ринку та водночас покращення життя працівників? Ласло Бок пропонує цінні уроки: 
Заберіть владу менеджерів над працівниками;
Вчіться від найкращих працівників та найгірших;
Наймайте тих, хто розумніший за вас, і не важливо скільки часу займуть пошуки такого працівника;
Платіть несправедливо (це справедливо!)
Не довіряйте своїм відчуттям: використовуйте чіткі дані для прогнозування та формування майбутнього;
Будьте прозорими та відкритими до відгуків;
Якщо ви задоволені рівнем свободи, яку ви даєте своїм працівникам, тоді цього недостатньо. 

## Переклад українською
- Бок, Ласло. Робота рулить! Уроки Google: правила гри у команді мрії / пер. Анастасія Дудченко. К.: Наш Формат, 2016. —  424 с. — ISBN 978-617-7279-63-0